# Creophilus
Creophilus – rodzaj chrząszczy z rodziny kusakowatych i podrodziny Staphylininae.

## Morfologia
Głowa o dużych oczach i krótkich czułkach, pozbawiona punktów. Żuwaczki z zębem pośrodku i mniejszymi u nasady. Głaszczki szczękowe o członie trzecim rozszerzonym i krótszym niż drugi. Głaszczki wargowe o członie ostatnim wrzecionowato zakończonym, dłuższym i u nasady węższym od drugiego. Środkowe odnóża o biodrach rozsuniętych listewką śródpiersia. Przedplecze niepunktowane. Stopy tylne z nasadowym członem dłuższym niż trzy następne razem wzięte.

## Rozprzestrzenienie
Rodzaj znany ze wszystkich krain zoogeograficznych. W Polsce tylko gnojek naśmietny.

## Systematyka
Należy tu 13 opisanych gatunków:
- Creophilus acuticollis Bernhauer, 1910
- Creophilus albertisi (Fauvel, 1879)
- Creophilus erythrocephalus (Fabricius, 1775)
- Creophilus imitator Cameron, 1952
- Creophilus incanus (Klug, 1834)
- Creophilus insularis (Fauvel, 1879)
- Creophilus lanio (Erichson, 1839)
- Creophilus maxillosus (Linnaeus, 1758) – gnojek naśmietny
- Creophilus oculatus (Fabricius, 1775)
- Creophilus sikkimensis Wendeler, 1927
- Creophilus variegatus Mannerheim, 1830
- Creophilus villipennis Kraatz, 1859
- Creophilus violaceus (Fauvel, 1878)